# Sexto Erucio Claro
Sexto Erucio Claro (en latín: Sextus Erucius Clarus) (c. 85-146) fue un senador romano que desarrolló su carrerar política a finales del siglo I y en la primera mitad del siglo II, bajo los imperios de Nerva, Trajano, Adriano y Antonino Pío.

## Familia
Era nieto de Gayo Septicio Claro, prefecto del pretorio entre los años 117 y 119, bajo Trajano.

## Carrera
En 99 fue cuestor y después y sucesivamente tribuno de la plebe y pretor, por recomendación de Plinio el Joven. En 116, posiblemente como Legatus legionis, participó en el asedio de Ctesifonte, lo que le valió ser nombrado consul suffectus en 116 o 117. Las regiones recién conquistadas por Trajano se habían rebelado y en Ctesifonte los romanos nombraron a Partamaspates, hijo de Osroes I, rey de los partos. Erucio Claro había tomado ese año la cercana ciudad de Seleucia del Tigris junto con Julio Alejandro.
Su carrera se oscureció bajo Adriano, hasta que Antonino Pío lo nombró Praefectus Urbi y lo designó como consul ordinarius en 146, falleciendo ese mismo año.

## Descendencia
Su hijo fue Gayo Erucio Claro, consul ordinarius en 170.